# Molinizm

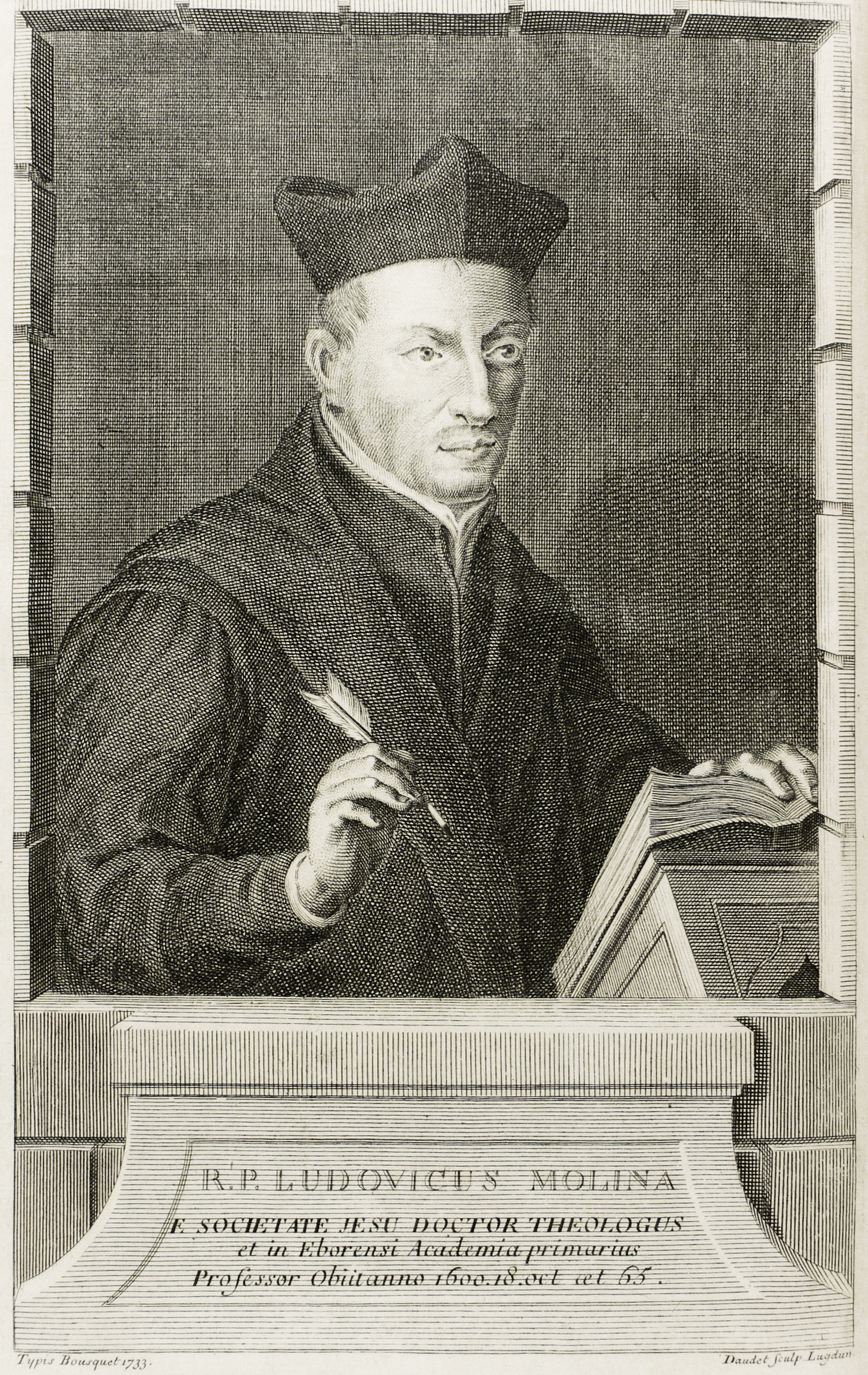
Luis de Molina

Molinizm – poglądy głoszone przez hiszpańskiego jezuitę, Luisa de Molinę (1535–1600) o wzajemnej relacji między wolną wolą a łaską. 
Molina zajął się tym tematem w nawiązaniu do problemów wyostrzonych przez reformację, zwłaszcza kalwińskiej teorii predestynacji.
Łaska jako dar darmo dany przez Boga determinuje nasze przyszłe postępowanie i kierunkuje naszą drogę życiową do zbawienia. Jednak aby ta łaska zadziałała, musi zostać dobrana na podstawie scientia condicionata (łac. „wiedza uwarunkowana”), przyjęta w akcie wolnej woli i realizowana czynem. Molina wyróżnił dwa rodzaje łaski Bożej: łaska wystarczająca (gratia [mere] sufficiens) zawsze jest dana, ale tylko łaska skuteczna (gratia efficax) jest zawsze przyjęta przez wolną wolę. W ogólności bowiem wola człowieka może łaskę odrzucić.
Tak ujęta relacja łaski i  wolnej woli wywołała opory w niektórych środowiskach kościelnych. Stały się one szczególnie silne, gdy Molina w 1588 r. w dziele Concordia liberi arbitrii cum gratiae donis, divina praescientia, providentia, praedestinatione et reprobatione (Uzgodnienie wolnej woli z darami łaski, boską przedwiedzą, opatrznością, przeznaczeniem i potępieniem) przedstawił systematycznie ułożone i logicznie spójne założenia swojej teologii. W opozycji do Moliny stanęli zwłaszcza dominikanie (reprezentujący tomizm) w osobie Domingo Báñeza (1528–1604), który mówił o Bożym współdziałaniu (nadrzędna wolność Boga) z ludzkimi czynnościami jako o praemotio physica (łac. „uprzednie fizyczne poruszenie”).
Jednym z przekonań teologii molinizmu jest tzw. znajomość przygodnych przyszłości przez Boga (scientia condicionata). W skrócie oznacza to, że Bóg zna nie tylko całą przyszłość faktyczną (przeznaczenie), ale także to, co działoby się i co konkretny człowiek by uczynił, gdyby okoliczności były inne.
Twórczym rozwinięciem teorii Moliny było dzieło Francisco Suareza De gratia, w którym ceniony autor wyłożył zasady tzw. kongruizmu (od congruus - łac. "zbieżny"). Śladem Moliny poszedł także Robert Bellarmin oraz w ogóle cały wpływowy zakon jezuitów.
W latach 1598–1607 komisja De auxiliis działająca w Rzymie nie znalazła jednoznacznej drogi wyjścia w tej dyspucie. Wynikiem jej prac było jednak to, że zakazała jezuitom piętnowania dominikanów jako „kalwinistów”, a dominikanom nazywania jezuitów „pelagianami”. Reakcją na optymizm molinizmu co do natury ludzkiej była potępiona przez Kościół katolicki wizja teologiczna Janseniusza, polegająca na zaprzeczeniu możliwości istnienia czystej natury. Janseniści uważali, że głoszą czyste nauki św. Augustyna, nie uznawali typowego dla molinizmu dwuczęściowego charakteru nawrócenia (wezwanie przez Boga i swobodna odpowiedź człowieka).